# Ceratotherium simum simum
Il rinoceronte bianco meridionale (Ceratotherium simum simum Burchell, 1817) è una delle due sottospecie di rinoceronte bianco africano. Questo animale è stato a grave rischio di estinzione a causa della caccia. Nel 1880 erano stati censiti 25 o 30 esemplari, nell'area protetta Umfolozi, in Sudafrica. L'unico scheletro completo di rinoceronte bianco meridionale in Italia si trova nel museo Kosmos di Pavia. L'adozione tempestiva di misure protettive, ne favorì la ripresa. Negli anni '60, durante la cosiddetta "Operazione rinoceronte", alcuni esemplari in eccesso furono catturati e trasferiti in altri parchi e riserve africane al fine di ripopolarli, altri vennero ceduti a zoo e parchi in tutto il mondo.
Al 2007 la popolazione mondiale contava circa 17 460 individui, numero che rende il rinoceronte bianco meridionale la sottospecie di rinoceronti più numerosa al mondo. La maggior parte degli esemplari vive in Sudafrica (93,0%), per un totale di 16 255 individui selvatici, censiti nel 2007. Nel 2015 l'organizzazione Save the Rhino ha censito ben 19 682-21 077 esemplari.

## Tassonomia ed evoluzione

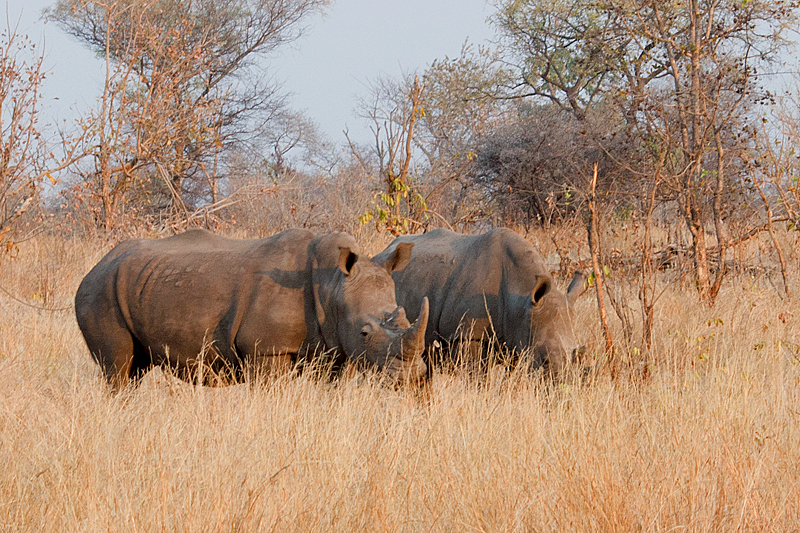
Una coppia di rinoceronti bianchi meridionali, nel Parco Nazionale Mosi-oa-Tunya, Zambia

Nel 1817 l'esploratore inglese William John Burchell assegnò a questa sottospecie nominale il nome scientifico di Ceratotherium simum simum.  Vennero proposti anche altri nomi come rinoceronte di Burchell (Ceratotherium simum burchellii), proposto dallo stesso William John Burchell e rinoceronte di Oswell (Ceratotherium simum oswellii) conferitogli dall'esploratore William Cotton Oswell. Oggi questi nomi sono considerati sinonimi del nome scientifico originale.
Il Ceratotherium simum kiaboaba (o Rhinoceros kiaboaba), noto anche come rinoceronte dalle corna dritte, che vive nei pressi del lago Ngami e a nord del deserto del Kalahari, è stato proposto come varietà. Tuttavia è stato scoperto che anch'esso è un rinoceronte bianco meridionale.
Seguendo il concetto di specie filogenetica, una recente ricerca del 2010 ha suggerito che il rinoceronte bianco del sud e del nord possano appartenere a specie diverse, piuttosto che a sottospecie di rinoceronti bianchi. In questo caso il nome scientifico corretto per la sottospecie settentrionale sarebbe Ceratotherium simum cottoni, mentre la sottospecie meridionale dovrebbe essere Ceratotherium simum simum. Le differenze morfologiche e genetiche suggeriscono che le due specie siano vissute separatamente per almeno un milione di anni.

## Descrizione

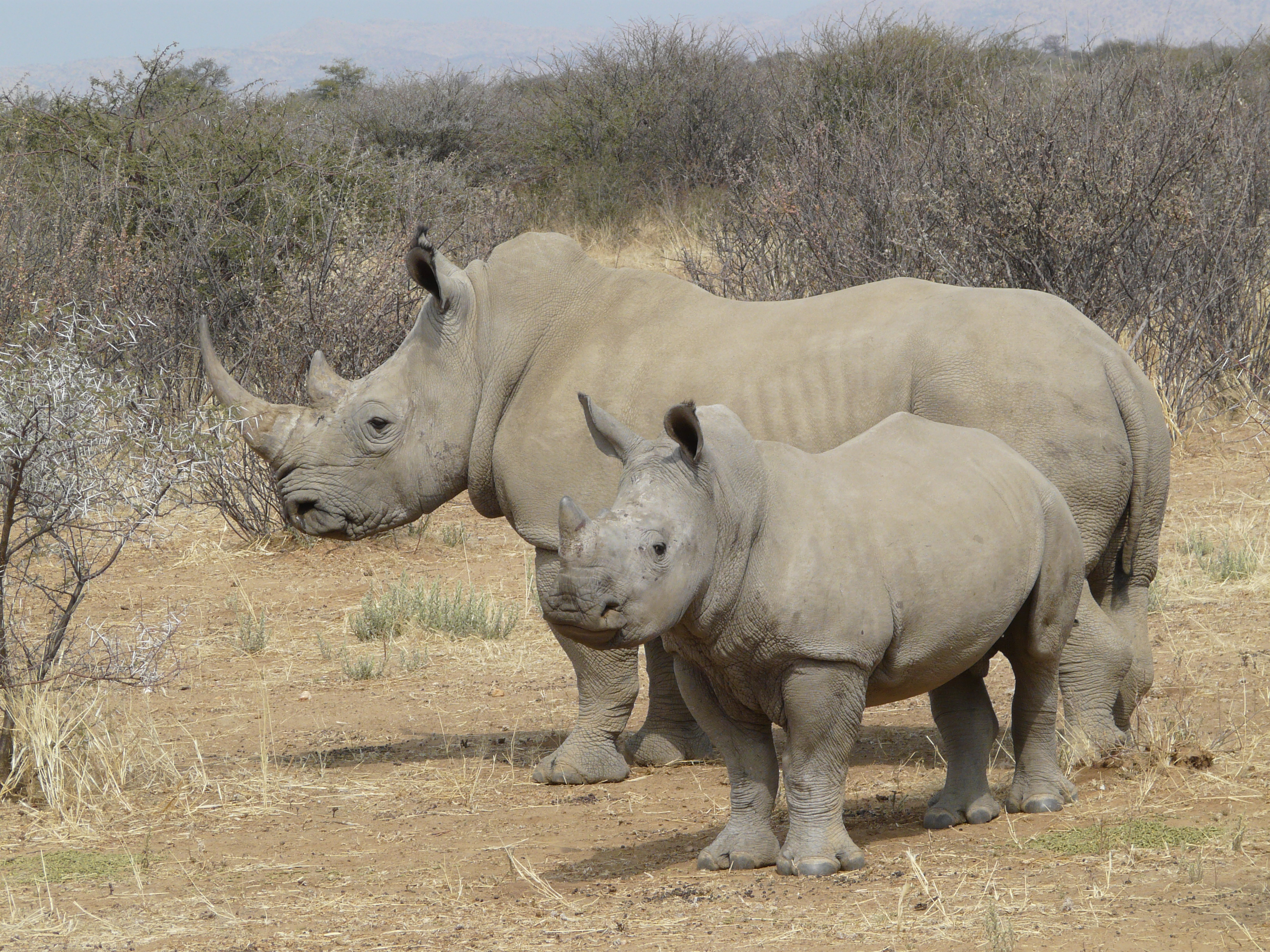
Un rinoceronte bianco femmina con il suo piccolo in Namibia

Il rinoceronte bianco meridionale è uno degli animali terrestri più grandi e più pesanti al mondo. Ha un corpo esteso e una grande testa sormontata da due corni, collo corto e petto ampio. La bocca è larga e piatta e viene usata per il pascolo. Le femmine pesano circa 1.700 kg e i maschi 3.600 kg. La lunghezza della testa e del corpo è compresa tra i 3,4 e i 4,5 m e l'altezza alla spalla è in media 160–186 cm. Il corno anteriore è più grande di quello posteriore e ha una lunghezza media di 60 cm, che in alcuni esemplari può raggiungere i 150 cm. Le femmine di solito hanno corna più lunghe e più sottili dei maschi, che le hanno più grandi e corte. Il rinoceronte bianco meridionale possiede anche una gobba muscolare prominente che ha la funzione di sostenere la grande testa. Il colore di questo animale può variare dal marrone giallastro al grigio ardesia. La maggior parte dei peli del corpo si trova nelle orecchie e sulla coda, mentre sul resto del corpo sono scarsi.

## Habitat e distribuzione
Il rinoceronte bianco meridionale vive nelle praterie e nelle savane dell'Africa meridionale, dal Sudafrica allo Zambia. Circa il 98,5% dei rinoceronti bianchi meridionali abita in soli cinque paesi (Sudafrica, Namibia, Zimbabwe, Kenya e Uganda ). Questo esemplare ha subito minaccia di estinzione: all'inizio del XX secolo la specie era quasi estinta, e contava poco meno di 20 individui, concentrati in una singola riserva sudafricana. Fortunatamente, la popolazione si è lentamente ripresa negli anni, crescendo fino a 840 individui negli anni '60 e raggiungendo i 1000 esemplari negli anni '80. La caccia del rinoceronte bianco è stata legalizzata e regolata nel 1968, e ha contribuito alla ripresa della specie, grazie agli incentivi ai proprietari terrieri al fine di per aumentare la popolazione animale.
Dopo il rischio di estinzione nel XX secolo, la specie è cresciuta ancoraː nel 2001, si stima che in tutto il mondo ci fossero 11.670 rinoceronti bianchi selvatici e altri 777 in cattività, cosa che lo ha reso il rinoceronte più comune al mondo.  Alla fine del 2007, il rinoceronte bianco meridionale è cresciuto fino a raggiungere una popolazione di 17.480 animali. Nel 2015, si contavano tra i 19.682 e i 21.077 rinoceronti bianchi del sud selvatici.

## Biologia e comportamento

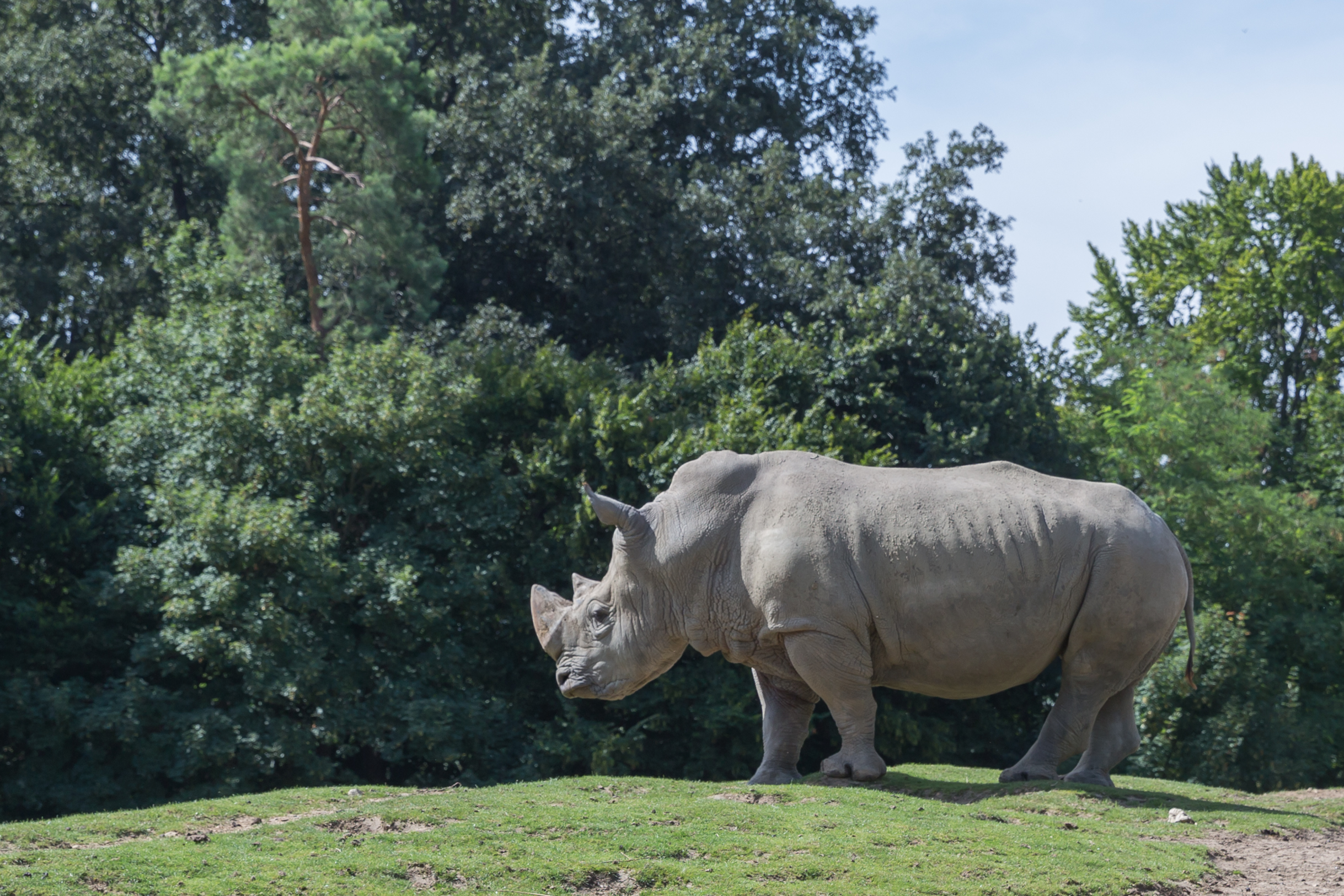
Una femmina adulta in Namibia

Il Ceratotherium simum simum ha un naso quadrato adattato per il pascolo.  La sua grande testa è sempre bassa, ha una gobba sul collo e due orecchie a punta.  Le due corna del rinoceronte sono costituite da fibre cornee simili a peli che hanno origine nelle papille dermiche e sono cementate insieme per formare un unico corno.
I maschi sono sedentari e territoriali.  Sono solitari, tranne nella stagione degli amori, periodo in cui raggiungono i gruppi che formano le femmine con la loro prole.  In questo periodo, il maschio rimane con la femmina tra 1 e 2 giorni.  Dopo un periodo di gestazione di 16 mesi, nasce il piccolo rinoceronte, che al momento della nascita è in grado di mantenere l'equilibrio e seguire la madre.  Resta con la madre fino a tre anni e per la femmina devono trascorrere 4 anni dalla nascita di un figlio per avere il suo secondo figlio, il che fa sì che il tasso di natalità sia relativamente basso.
Il rinoceronte bianco è esigente nei suoi requisiti di habitat.  Hanno bisogno di terreni relativamente pianeggianti, coperti di arbusti ed erba.  Mangiano erba corta, ma quando arriva la stagione secca e cominciano a scarseggiare, consumano piante erbacee con steli più lunghi, come l'avena rossa.  Hanno anche bisogno di pozze d'acqua permanenti, per fare bagni di fango ogni giorno con lo scopo di proteggersi dal caldo e dagli insetti fastidiosi.  Durante le ore di più sole, si rifugiano all'ombra degli alberi e sviluppano la loro attività principalmente all'alba e al tramonto.  Possono vivere 45 anni e, dopo un periodo di gestazione di 515 giorni, la femmina partorisce un piccolo.

## Conservazione

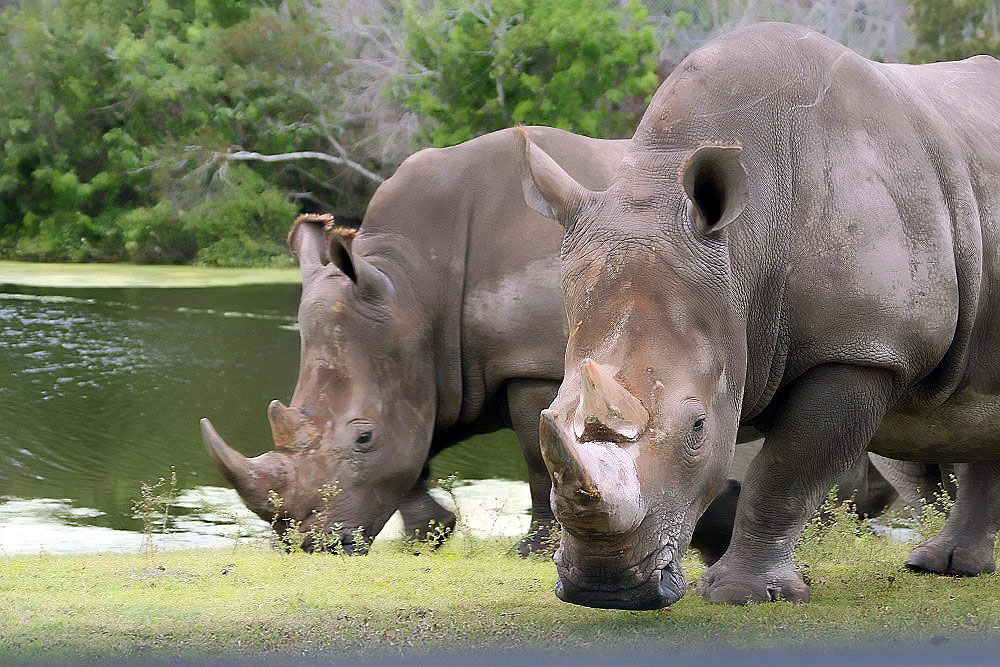
Due Rinoceronti Meridionali in Kenya

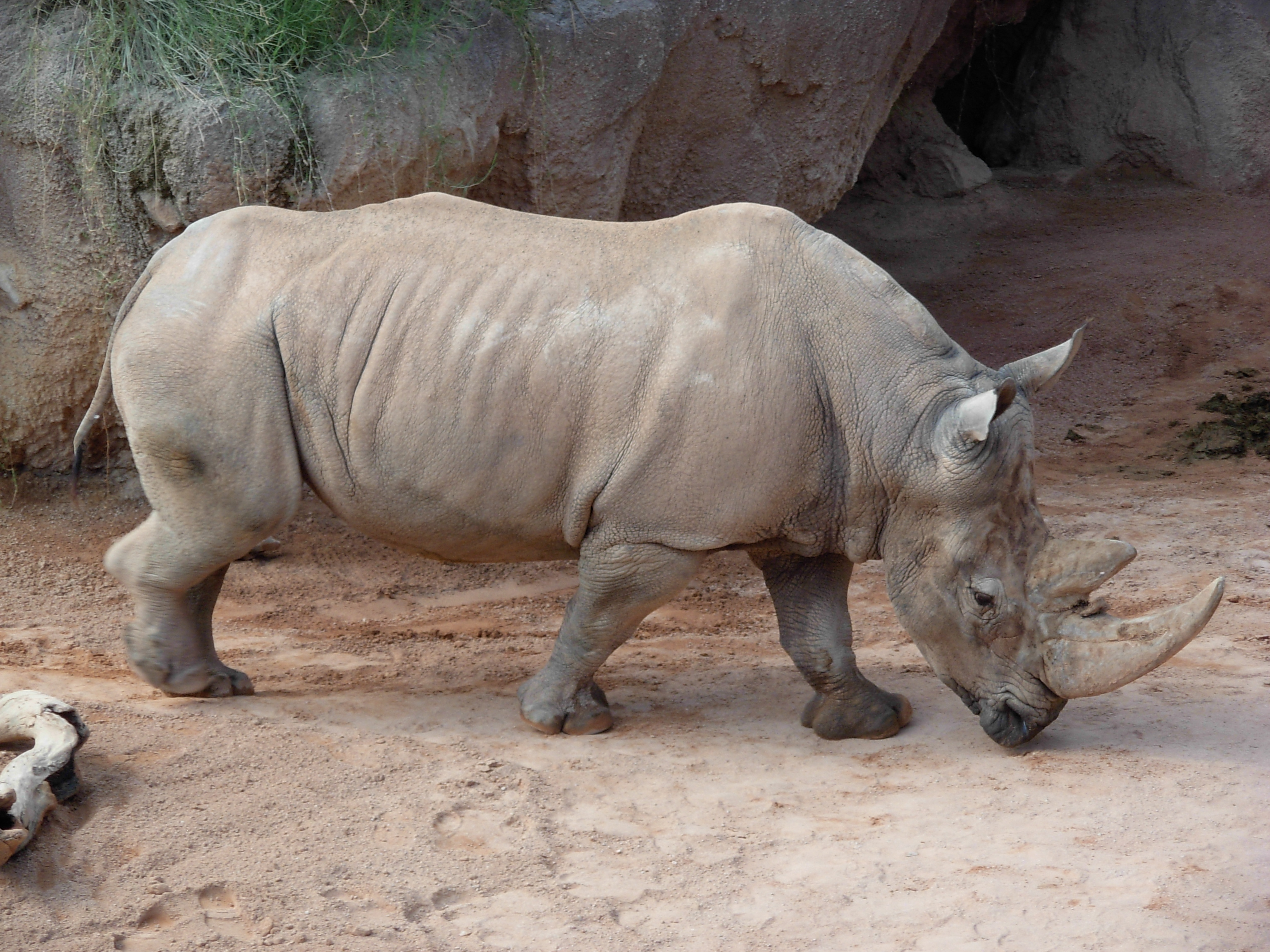
Un esemplare in cattività al Bioparc Valencia, Spagna

### Minacce
Il rinoceronte bianco del sud è classificato come "prossimo alla minaccia", categoria che comprende specie vicine al rischio di estinzione o che potrebbero diventarlo nel futuro prossimo. Questo animale è per lo più minacciato dalla perdita di habitat, dal bracconaggio e dalla richiesta illegale di corno di rinoceronte per scopi commerciali e per la medicina tradizionale cinese.

### Introduzione e reintroduzione
Piccole popolazioni sono state reintrodotte negli habitat storici in Namibia, Botswana, Zimbabwe, Swaziland, Zambia e Congo meridionale, e una piccola popolazione sopravvive in Mozambico. Altri esemplari sono stati introdotti al di fuori dell'habitat in Kenya, Uganda e Zambia, dove si trovavano i loro parenti settentrionali. I rinoceronti bianchi del sud sono stati reintrodotti nel santuario del rinoceronte di Ziwa in Uganda e nel parco nazionale del lago Nakuru e nella Kigio Wildlife Conservancy in Kenya.
Nel 2010, nove rinoceronti bianchi del sud sono stati importati dal Sudafrica alla provincia dello Yunnan dal sud-est della Cina, dove sono stati tenuti in un parco per favorirne l'acclimatazione. In seguito, nel marzo 2013, sette degli animali sono stati spostati al Laiyanghe National Forest Park, l'habitat in cui vivevano i rinoceronti di Sumatra e Giava. Il 13 maggio 2014 due dei rinoceronti bianchi hanno iniziato il processo di rilascio in libertà.

### Cattività
Il rinoceronte bianco meridionale catturato in natura si riproduce in cattività se ha a disposizione quantità adeguate di spazio e cibo, e altri rinoceronti in età riproduttiva.  Molti rinoceronti dei giardini zoologici fanno parte di un programma di allevamento cooperativo per aumentare il numero delle popolazioni e mantenere la diversità genetica senza prelevare individui dalla natura. Ad esempio, nello Zoo Safari Park di San Diego sono nati 96 vitelli dal 1972. Nonostante tutto, il tasso di riproduzione tra le femmine nate in cattività è basso, probabilmente a causa della dieta. La ricerca continua grazie al San Diego Global, che ha come obbiettivo quello di identificare altre specie in cattività che possano seguire questo programma e quindi sviluppare nuove diete e pratiche di alimentazione per migliorare la fertilità degli animali in cattività. In Sudafrica una popolazione di rinoceronti bianchi meridionali viene allevata in fattorie e ranch per i loro corni insieme a dei rinoceronti neri.